# كال ريبكين، الابن
كالفين إدوين «كال» ريبكين، الابن.(Calvin Edwin Ripken, Jr) (ولد 24 من أغسطس 1960م)، مُلَقّبٌ «بالرجل الحديدي»،  هو لاعب كرة قاعدة (بيسبول) أمريكي سابق، حيث كان يلعب كـ لاعب مُرتكز بين القاعدة الثانية والثالثة ولاعب في القاعدة الثالثة أمريكي سابق، وقد لعب في دوري كرة القاعدة الرئيس «البيسبول» لصالح فريق بالتيمور أوريولز (Baltimore Orioles) لمدة 21 عامًا منذ عام 1981م حتى عام 2001م. فاز تسع عشر مرة بمبارة لعبة كل النجوم ومرتين بالدوري الأمريكي لكرة القاعدة (إيه إل)، كما فاز بجائزة أفضل لاعب بيسبول (إم في بي)، واشتهر ريبكين بتحطيمه الرقم القياسي الذي حققه لو غيهريغ من حيث عدد المباريات المتتالية التي خاضها لاعب، وهو رقم لم يحطمه أحد لمدة 56 عامًا، وظن الكثير ولفترة طويلة أن هذا الرقم من الأرقام القياسية التي يستحيل كسرها. في 6 من سبتمبر عام 1995م، حطم ريبكين هذا الرقم من خلال خوضه مباراته التالية رقم 2131،  وقد أشاد المعجبون لاحقًا بهذه المباراة واعتبرت «حدثًا لا ينُسى» في تاريخ دوري كرة القاعدة الرئيس (البيسبول). وفي عام 1998م، قرر ريبكن إنهاء سلسلته المتتالية من المباريات التي استمرت سبعة عشر عامًا وبلغت 2632 مباراة. يُعد ريبكين من أكثر اللاعبين المُنتجين في ساحة الملعب حيث أحرز ما يُعادل 3184 ضربة و431 ضربة آمنة (home runs) و1695 نقطة محرزة خلال مسيرته الرياضية، كما فاز بجائزتي غولد غلوف لأسلوبه الدفاعي المميز.
كما يُعد ريبيكن واحدًا من أفضل المصوبين وأمهر لاعبي القاعدة الثالثة في تاريخ كرة القاعدة. وبسمات بدنية تبلغ 6 ft 4 in (1.93 متر طولاً) و225 رطلاً (102.27 كجم)، فقد كان اللاعب الأطول والأكبر حجمًا بين اللاعبين الذين يرتكزون بين القاعدة الثانية والثالثة، مما جعله يحقق نجاحًا في هذه المراكز. مع تخليد اسمه في سجلات قاعة مشاهير كرة القاعدة الوطنية عام 2007م، حصل ريبكين على ثالث أعلى نسبة تصويت في تاريخ المتحف تصل إلى (98.53%)، حيث جاء توم سافير (Tom Seaver) في المركز الأول بنسبة (98.84%) ثم احتل نولان ريان (Nolan Ryan) المركز الثاني بنسبة (98.79%).
بجانب عمل ريبكين كلاعب بيسبول، يُعد من المؤلفين الذين تمكنوا من تحقيق أفضل المبيعات وهو أيضًا الرئيس والمدير التنفيذي لشركة ريبيكن لكرة القاعدة،  الساعية والهادفة إلى زيادة حب الشارع لكرة القاعدة. في عام 2001م، قام كُل من كال ريبكين وشقيقه بيلي بتأسيس شركة ريبكين لكرة القاعدة، يتمثل عمل هذه الشركة في تقديم العديد من الأعمال الإنسانية الخيرية، كما تُركز أيضًا على متابعة العمل الذي تقوم به عدة شركات تابعة لها: مثل شركة ريبكين للإدارة والتصميم، مؤسسة كال ريبكين الأب، مؤسسة ريبكين لكرة القاعدة الاحترافية، التي تُدير ثلاثة منتخبات رياضية ثانوية؛ تتمثل في فريق آبردين ايرون بيردز (Aberdeen IronBirds) (التابع لفريق أوريولز)،  أوغوستا غرين جاكيتس (Augusta GreenJackets) التابع (لفريق عمالقة سان فرانسيسكو) (San Francisco Giants)،  وتشارلوت ستون كرابس (Charlotte Stone Crabs) (التابع لفريق تامبا باي رايز) (Tampa Bay Rays). كما يُعد ريبكين أحد أعضاء مجلس إدارة شركة زيني ماكس ميديا (ZeniMax Media).

## وصلات خارجية
- كال ريبكين، الابن على موقع دوري كرة القاعدة الرئيسي (الإنجليزية)
- كال ريبكين، الابن على موقعبيزبول رفرنس.كوم (الدوري الرئيسي) (الإنجليزية)
- كال ريبكين، الابن على موقعبيزبول رفرنس.كوم (الدوري الثانوي) (الإنجليزية)
- كال ريبكين، الابن على موقع جمعية أبحاث البيسبول الأمريكية (الإنجليزية)
- كال ريبكين، الابن على موقع إي إس بي إن.كوم (أم.أل.بي) (الإنجليزية)
- كال ريبكين، الابن على موقع مشجعي الرسوم البيانية (الإنجليزية)
- كال ريبكين، الابن على موقع قاعة مشاهير كرة القاعدة (الإنجليزية)

- Baltimore Sun Gallery and archive – Cal Ripken Jr.
- Ripken Baseball
- "The most powerful-hitting middle infielders of all time" from The Hardball Times